# Metro w Abidżanie
Metro w Abidżanie (fr. Métro d'Abidjan) – budowany system kolei miejskiej w Abidżanie, w Wybrzeżu Kości Słoniowej. Budowę rozpoczęto w listopadzie 2017 roku. Pierwotnie planowano uruchomienie metra w 2022 roku, jednak później termin ten przesunięto na 2027. System ma składać się z jednej linii metra (37,5 km) i 20 stacji. Projekt jest w całości finansowany przez Francję, a budowę prowadzą trzy francuskie firmy (Bouygues, Alstom oraz Keolis). 
Na większości odcinków metro będzie przechodziło nad ziemią, aby uniknąć kosztownej budowy tuneli. Zautomatyzowane pociągi będą poruszać się z maksymalną prędkością 80 km/h i częstotliwością 100 sekund. Szacuje się, że z pierwszej linii metra będzie korzystać 500 tys. pasażerów dziennie (180 mln na rok). Budowa będzie kosztować 920 miliardów franków CFA (ok. 1,4 mld euro). 

## Historia
11 kwietnia 2014 roku rząd Wybrzeża Kości Słoniowej podpisał umowę BOT z konsorcjum Bouygues-Dongsan Engineering na budowę metra w Abidżanie, jeszcze zanim ogłoszono przetarg. 6 lipca 2015 roku przedstawiciele rządu oraz francusko-koreańskiego konsorcjum podpisali umowę na budowę pierwszej linii kolei miejskiej, która ma połączyć Abidżan z portem lotniczym. Jeszcze przed rozpoczęciem budowy, w październiku 2017 roku, z konsorcjum wycofały się koreańskie firmy (Hyundai Motor oraz Dogsan Development), a zastąpił je Alstom. Stało się to po tym, jak Francja ogłosiła, że sfinansuje cały projekt. 
30 listopada 2017 roku prezydent Francji Emmanuel Macron oraz prezydent Wybrzeża Kości Słoniowej Alassane Ouattara zainaugurowali budowę metra. Uruchomienie metra planowano na 2022 rok, jednak później przesunięto termin na rok 2027.